# حول العالم في 200 يوم (كتاب)
حول العالم في 200 يوم  هو عنوان كتاب للكاتب أنيس منصور، صدرت الطبعة الأولى من هذا الكتاب سنة 1963 م وكان ثمنه ستين قرشاً، والطبعة الفاخرة كانت بسبعين قرشاً. ولما نشرت الطبعة الثانية من الكتاب عن دار المعارف كان ثمنه جنيهاً. وتوالى نشره من المكتب المصري الحديث حتى تجاوز ثمنه العشرين والثلاثين جنيهاً. ثم عاد الكتاب إلى دار الشروق التي كان اسمها قبل ذلك (دار القلم).
وقد عرض في هذا الكتاب معلومات عن الدول المختلفة وخصوصاً دول جنوب شرق آسيا مثل الهند وسيلان وسنغافورة وأستراليا واليابان والفلبين وهونغ كونغ، ثم زار أيضا الولايات المتحدة الأمريكية وجزيرة هاواي. وتحدث أيضا خلال رحلته إلى اليابان عن اللؤلؤ المستزرع الذي اكتشفه ميكوموتو الذي قام بأول عملية استزراع للؤلؤ. وكتب عما أعجبه في هذه البلاد من تقاليد وعادات مختلفة، وتشابهها مع عادات الدول الأخرى.
وتحدث في الكتاب عن اعتزازه بكونه أول صحفي في العالم كله أجري مقابله حصرية مع الدالاي لاما رئيس دولة التبت (الحائز علي جائزة نوبل في السلام)، وقد أجرى معه مقابلة حصرية، وتم أخذ صورة لأنيس منصور مع الدالاي لاما (تظهر الصورة في الصفحة 106) من الكتاب، وكانت هذه أول صورة يراها العالم للدالاي لاما وقد تم نشرها بدار أخبار اليوم بمصر، تابعت الوكلات العالمية والصحف رحلة حول العالم. 

## اقتباسات من الكتاب
- قررت ان امسك نفسي..ألا اصرخ. ألا أكون عصبيا. قررت ألا تكون لي اعصاب.

قررت أن أكون مثل بيت انقطعت منه أسلاك النور والراديو والتليفون.
وحتى عندما تسرى الكهرباء في هذه الأسلاك يجب أن تكون فلسفتي هي: ودن من طين والودن الثانية من طين أيضا.
لماذا؟ لأنه لافائده من الصراخ لافائده من الثورة.. فأنا لاستطيع أن اصلح الدنيا حولي. ولا أستطيع أن أغير طباع الناس كي تعجبني. يجب أن اتغير أنا. لالكي أعجب الناس، ولكن لكي أعيش مع الناس، حتى لا أصطدم بالناس.. أو على الأقل لكي استريح..
وأقسمت بيني وبين نفسي أن تكون هذه هي فلسفتي اليوم فقط.. واليوم على سبيل التجربة
- مكانة المرأة تدل على عقلية الرجل، لأن الرجل هو الذي يضع القوانين وهو الذي يطبقها ولا شيء يدل على عقلية الرجل ومدى ثقافته وتقدمه أو تأخره غير نظرته إلى المرأة
- وهنا في اليابان لايرون من الضروري أن يعمل الطبيب طبيباً ولا خريج كلية الحقوق محامياً، ولا المهندس مهندساً، وإنما هو يدرس ما يعجبه أو ما يستريح له ثم بعد ذلك يبحث عن أي عمل
- ومن بعيد أسمع بعض الأجراس، إنها أجراس معلقة في أعناق الأبقار. لقد بدأت بنات الطبيعة في رحلتها اليومية الأبدية. إذا أبناء آدم لم يستيقظوا بعد، فما تزال الدنيا بخير مادامو نياما: فالفتنة نائمة ولعن الله من أيقظها

## وصلات خارجية
- آراء القراء حول كتاب حول العالم في 200 يوم على موقع أبجد